# Olympische Sommerspiele 1912/Wasserspringen
Bei den Olympischen Sommerspielen 1912, offiziell Spiele der V. Olympiade genannt, in der schwedischen Hauptstadt Stockholm fanden vier Wettbewerbe im Wasserspringen statt, davon drei für Männer und eine für Frauen. Somit waren Frauen in dieser Sportart erstmals teilnahmeberechtigt. Austragungsort war die Bucht Djurgårdsbrunnsviken.

## Bilanz

### Medaillenspiegel
| Platz  | Land            | Gold | Silber | Bronze | Gesamt |
| ------ | --------------- | ---- | ------ | ------ | ------ |
| 1      | Schweden        | 3    | 2      | 2      | 7      |
| 2      | Deutsches Reich | 1    | 2      | 1      | 4      |
| 3      | Großbritannien  | –    | –      | 1      | 1      |
| Gesamt | Gesamt          | 4    | 4      | 4      | 12     |

### Medaillengewinner
Männer
| Disziplin                                             | Gold               | Silber                  | Bronze                |
| ----------------------------------------------------- | ------------------ | ----------------------- | --------------------- |
| Kunstspringen (1 und 3 m)                             | Paul Günther (GER) | Hans Luber (GER)        | Kurt Behrens (GER)    |
| Turmspringen einfach und zusammengesetzt (5 und 10 m) | Erik Adlerz (SWE)  | Albert Zürner (GER)     | Gustaf Blomgren (SWE) |
| Turmspringen einfach (5 und 10 m)                     | Erik Adlerz (SWE)  | Hjalmar Johansson (SWE) | John Jansson (SWE)    |

Frauen
| Disziplin                 | Gold                  | Silber             | Bronze               |
| ------------------------- | --------------------- | ------------------ | -------------------- |
| Turmspringen (5 und 10 m) | Greta Johansson (SWE) | Lisa Regnell (SWE) | Isabelle White (GBR) |

## Ergebnisse Männer

### Kunstspringen (1 m und 3 m)
| Platz | Land | Athlet           | Platz- ziffer | Punkte |
| ----- | ---- | ---------------- | ------------- | ------ |
| 1     | GER  | Paul Günther     | 06            | 79,23  |
| 2     | GER  | Hans Luber       | 09            | 76,78  |
| 3     | GER  | Kurt Behrens     | 22            | 73,73  |
| 4     | GER  | Albert Zürner    | 23            | 73,33  |
| 5     | CAN  | Robert Zimmerman | 24            | 72,54  |
| 6     | GBR  | Herbert Pott     | 28            | 71,45  |
| 7     | SWE  | John Jansson     | 32            | 69,64  |
| 8     | USA  | George Galdzik   | 36            | 68,01  |

Datum: 8. und 9. Juli 1912 

18 Teilnehmer aus 7 Ländern

### Turmspringen (einfach und zusammengesetzt)
| Platz | Land | Athlet            | Platz- ziffer | Punkte |
| ----- | ---- | ----------------- | ------------- | ------ |
| 1     | SWE  | Erik Adlerz       | 07            | 73,94  |
| 2     | GER  | Albert Zürner     | 10            | 72,60  |
| 3     | SWE  | Gustaf Blomgren   | 16            | 69,56  |
| 4     | SWE  | Hjalmar Johansson | 22            | 67,80  |
| 5     | GBR  | George Yvon       | 22            | 67,66  |
| 6     | SWE  | Harald Arbin      | 31            | 62,62  |
| 7     | SWE  | Alvin Carlsson    | 32            | 63,16  |
| 8     | FIN  | Toivo Aro         | 40            | 57,05  |

Datum: 12. bis 15. Juli 1912 

23 Teilnehmer aus 7 Ländern

### Turmspringen einfach (5 und 10 m)

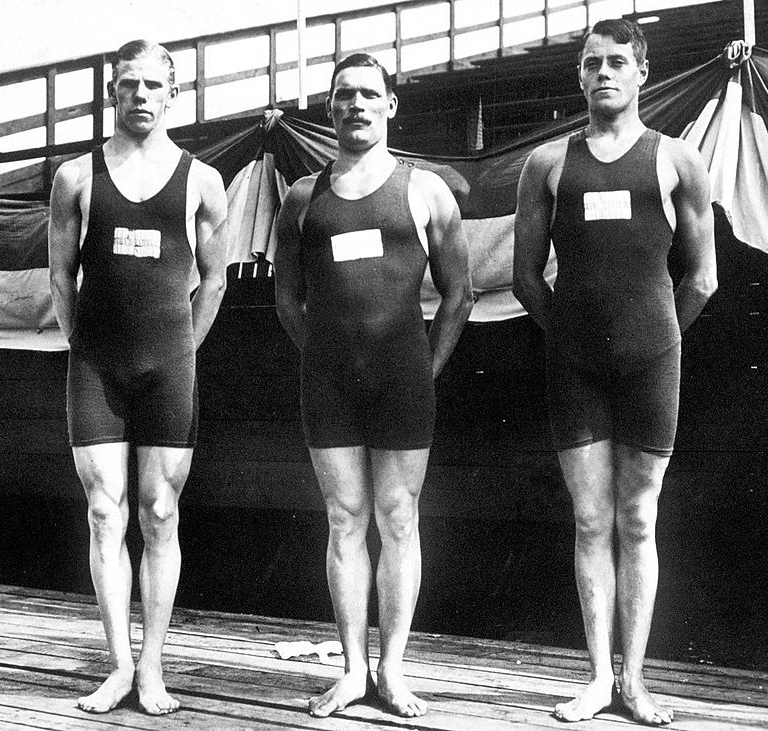
V. l. n. r.: Adlerz, Johansson, Jansson

| Platz | Land | Athlet            | Platz- ziffer | Punkte |
| ----- | ---- | ----------------- | ------------- | ------ |
| 1     | SWE  | Erik Adlerz       | 07            | 40,0   |
| 2     | SWE  | Hjalmar Johansson | 12            | 39,3   |
| 3     | SWE  | John Jansson      | 12            | 39,1   |
| 4     | SWE  | Victor Crondahl   | 22            | 37,1   |
| 5     | FIN  | Toivo Aro         | 26            | 36,8   |
| 6     | SWE  | Axel Runström     | 26            | 36,0   |
| 7     | SWE  | Ernst Brandsten   | 28            | 36,2   |
| 8     | GER  | Paul Günther      | –             | –      |

Datum: 6. bis 11. Juli 1912 

31 Teilnehmer aus 9 Ländern

## Ergebnisse Frauen

### Turmspringen
| Platz | Land | Athletin        | Platz- ziffer | Punkte |
| ----- | ---- | --------------- | ------------- | ------ |
| 1     | SWE  | Greta Johansson | 05            | 39,9   |
| 2     | SWE  | Lisa Regnell    | 11            | 36,0   |
| 3     | GBR  | Isabelle White  | 17            | 34,0   |
| 4     | SWE  | Elsa Regnell    | 20            | 33,2   |
| 5     | SWE  | Ella Eklund     | 22            | 31,9   |
| 6     | SWE  | Elsa Andersson  | 25            | 31,3   |
| 7     | SWE  | Selma Andersson | 36            | 28,3   |
| 8     | SWE  | Tora Larsson    | 39            | 26,8   |

Datum: 10. bis 13. Juli 1912 

14 Teilnehmerinnen aus 3 Ländern